# Dalbergia kingiana
Dalbergia kingiana är en ärtväxtart som beskrevs av David Prain. Dalbergia kingiana ingår i släktet Dalbergia, och familjen ärtväxter. Inga underarter finns listade i Catalogue of Life.